# The Phantom (serial cinematografico)
The Phantom è un serial cinematografico del 1943 della Columbia Pictures sul personaggio dei fumetti Uomo mascherato creato da Lee Falk nel 1936.

## Nei cinema
Questo serial in pratica costituiva un film esteso ed era costituito da 15 episodi (di circa 30 minuti), ognuno dei quali veniva proiettato per una settimana nello stesso cinema. La conclusione di ogni episodio era caratterizzata dal cliffhanger, ovvero dal finale aperto, in sospeso, questo ovviamente per invitare il pubblico ad andare al cinema anche la settimana successiva.

## Trama
Il professor Davidson parte alla ricerca della perduta Città di Zoloz. Anche un altro che è partito per la spedizione: il dottor Premmer. I due si scontrano con la morte di Davidson per fine. Premmer così si appropria della città e del suo misterioso segreto, ma un giorno dal nulla appare un eroe misterioso per fronteggiarlo. Egli si fa chiamare "Phantom" (Fantasma) ed è il figlio illegittimo di Davidson.

## Capitoli
1. The Sign of the Skull
2. The Man Who Never Dies
3. A Traitor's Code
4. The Seat of Judgement
5. The Ghost Who Walks
6. Jungle Whispers
7. The Mystery Well
8. In Quest'of the Keys
9. The Fire Princess
10. The Chamber of Death
11. The Emerald Key
12. The Fangs of the Beast
13. The Road to Zoloz
14. The Lost City
15. Peace in the Jungle